# Judeu-berbere
O judeu-berbere ou judeo-berbere é uma língua que era usada por alguns judeus do Norte de África, sobretudo no sul de Marrocos, até ao final da década de 1950. Apesar de não haver provas históricas, pensa-se que é possível que também tenha sido usada por outras comunidades judaicas do Magrebe em épocas mais recuadas. Atualmente estima-se que seja falada apenas em Israel, por cerca de 2 000 pessoas originárias de Marrocos, a maioria das quais fala pelo menos mais uma língua, principalmente o judeu-árabe.[carece de fontes?]
No início do século XX, viviam a leste do Alto Atlas 8 000 judeus em zonas  rurais que linguisticamente se encontram na transição entre os línguas berberes chleuh (tachelhit ou shilha) e tamazigue de Marrocos Central. Esses judeus tinham como língua primária uma dessas línguas berberes. Uma prova dessa herança berbere-judaica é uma hagadá de Pessach escrita em tamazigue, descoberta pelo historiador franco-marroquino e judeu Haïm Zafrani.
O judeu-berbere era usado principalmente nas regiões Tinghir, Uijane, Assaca, Imini e Ait Bou Oulli, onde a língua predominante era o tamazigue, no Médio e Alto Atlas, e em Ifrane Atlas Saghir e Illigh, áreas de predominância chleuh no Antiatlas. Além de língua do dia a dia, o judeu-berbere era também usado para ensinar textos religiosos e, ocasionalmente, era escrito e usado para recitar orações, como as brachá (bençãos) da Torá.
Além dos judeus puramente berberófonos, havia outros judeus marroquinos estabelecidos no Alto Atlas, Antiatlas, no Suz e no Vale do Drá que usavam as línguas berberes para falar com os seus vizinhos muçulmanos, mas que entre si falavam judeu-árabe. Mas mesmo nesta língua, eles empregavam termos e expressões berberes que os judeus marroquinos puramente arabófonos não compreendiam.
A população dessas comunidades judaicas das montanhas total ou parcialmente berberófonas decresceu no século XX, primeiro com a emigração de numerosos judeus para as cidades e depois com a emigração para Israel, o que acabou por ter como consequência a extinção do judeu-berbere nas áreas de onde é originária.
No resto do Magrebe, nomeadamente na Tunísia (Matmata), Líbia (montes Nafuça) e Argélia (Orés), existem zonas berberófonas importantes onde viviam judeus. No entanto, para esses judeus, o berbere não era mais que uma língua de contacto, sendo o judeu-árabe a sua língua primária. Apesar disso, considera-se que é possível que a situação tivesse sido diferente num passado mais longinquo.